# Parochthiphila spectabilis
Parochthiphila spectabilis är en tvåvingeart som först beskrevs av Friedrich Hermann Loew 1858.  Parochthiphila spectabilis ingår i släktet Parochthiphila och familjen markflugor. Arten är reproducerande i Sverige. Inga underarter finns listade i Catalogue of Life.